# Christoph von Hagen (mecklenburgischer Rat)
Christoph von Hagen, auch vom Hagen (* um 1568 in Bützow; † 1635 in Rostock) war ein deutscher Jurist und Hofrat.

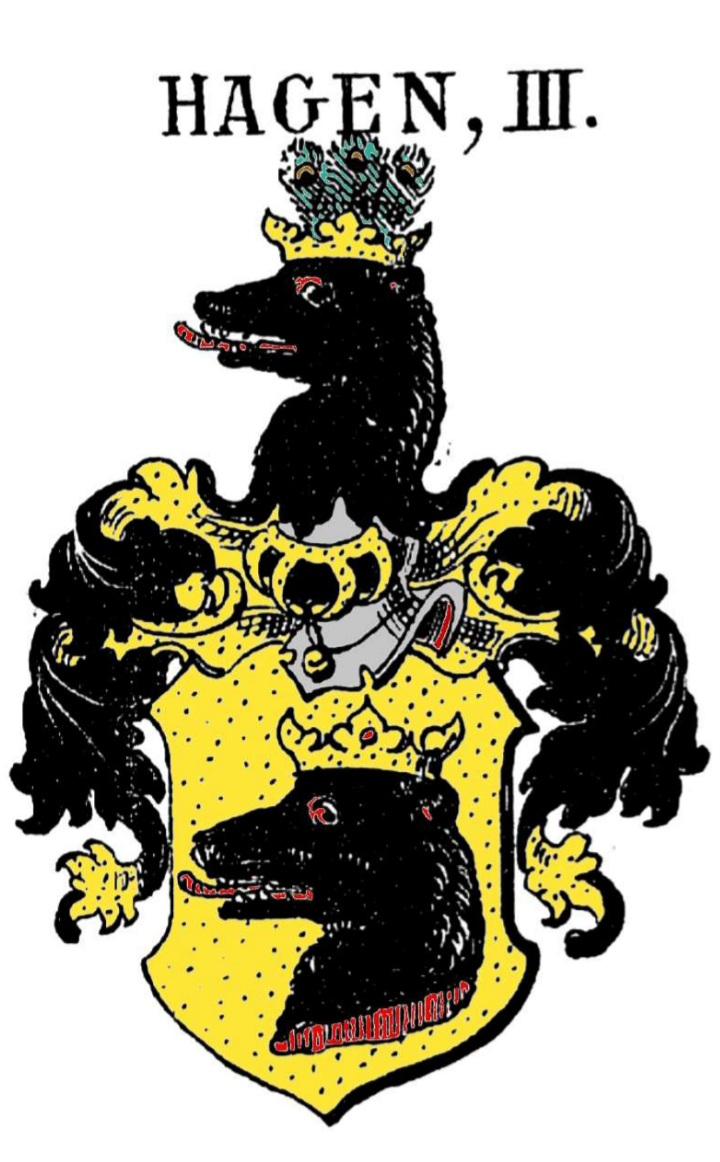
Wappen derer von Hagen mit dem Bärenkopf

## Leben
Christoph von Hagen stammt aus dem mecklenburgischen Adelsgeschlecht von/vom Hagen, das auf Hanshagen bei Grevesmühlen ansässig war. Sein gleichnamiger Verwandter (Onkel oder Cousin) Christoph von Hagen († 1611) war mecklenburgischer Rat und Amtshauptmann in Gadebusch. Er war ein Sohn von Kurt/Cord von Hagen und dessen Ehefrau Dorothea von Plessen aus dem Hause Neuhof.
Ab 1585 studierte er Rechtswissenschaften an der Universität Rostock, wechselte 1588 an die Universität Wittenberg, 1593 nach Helmstedt und 1594 an die Universität Jena. 1596 wurde er in Rostock unter Vorsitz von Heinrich Camerarius zum Dr. jur. promoviert. Nach einigen Jahren Praxis als Advokat wurde er 1604 zum herzoglichen Advocatus Fisci (Fiskal) ernannt. Wenig später erhielt er den Titel Hofrat. 1618 wurde er Kanzler Herzog  Adolf Friedrichs I. und als solcher 1619 nach Wismar und Rostock geschickt, um sich für den Herzog über den Stand der Koadjutor-Wahl für den Administrator des Stifts Schwerin, Ulrich von Dänemark, zu informieren und diese eventuell in dessen Sinn zu beeinflussen. Ebenso war er für Adolf Friedrich an den Verhandlungen beteiligt, die zur Zweiten Mecklenburgischen Hauptlandesteilung 1621 führten. 1622 war er Assessor am Land- und Hofgericht, ab 1628 Rat an der herzoglichen Justizkanzlei. Im selben Jahr ging er wie die Herzöge während der Herrschaft Wallensteins in Exil, das er in Lübeck verbrachte; er kehrte vermutlich mit den Herzögen 1631 nach Mecklenburg zurück.
Christoph von Hagen war verheiratet mit Eleonora Hunnius (* 10. März 1588 in Marburg; † 27. März 1650), Tochter von Ägidius Hunnius der Ältere und Schwester von Helfrich Ulrich Hunnius, Nikolaus Hunnius und Ägidius Hunnius der Jüngere.
Er starb in Rostock und erhielt ein Epitaph in der Rostocker Jakobikirche, das jedoch schon im 18. Jahrhundert nicht mehr erhalten war.

## Werke
- Theses seu assertiones de pactis et transactionibus ... Rostock 1596 (Digitalisat)
- Tractatus de usu usurarum & annuorum redituum ac interesse, vero & iusto, iure divino, naturali, gentium, canonico, civili ... Wittenberg 1631 (Digitalisat), 2. Auflage 1664